# Problem vožnje po Vesolju - Raketni motor
Problem vožnje po Vesolju - Raketni motor (izvirno v nemščini Das Problem der Befahrung des Weltraums - der Raketen-Motor) je knjiga, ki jo je napisal slovenski znanstvenik Herman Potočnik Noordung.
Knjiga obsega 186 strani, 62 poglavij in 100 nazornih, lastnoročno narisanih ilustracij. Natisnjena in izdana je bila že konec leta 1928 v Berlinu, vendar jo je založnik Richard Carl Schmidt natisnil z letnico 1929, kar sovpada z letom Potočnikove smrti. Knjiga je bila še istega leta, 1929, delno prevedena v angleščino. Prevod je bil objavljen v reviji Science Wonder Stories (št. julij, avgust in september 1929). Delni prevod v ruščini pa je izšel v začetku leta 1935. Prvi popolni prevod v slovenščini je leta 1986 izdala Slovenska matica (COBISS). Popolni angleški prevod je leta 1999 izdala NASA. Leta 2004 je izšel hrvaški prevod Problem vožnje svemirom Marina Fonovića v izdaji Labin Art Press.
Z izdajo knjige je Potočnik postal eden izmed utemeljiteljev astronavtike in kozmonavtike. Najpomembnejši imeni te dobe poleg Hermana Potočnika Noordunga sta Rus Konstantin Edvardovič Ciolkovski in Nemec Hermann Oberth, glava nemškega raketnega kroga, h kateremu se je prišteval tudi sam Potočnik. Njegova knjiga je vplivala tako na ameriški (Wernher von Braun) kot ruski oz. sovjetski (Sergej Pavlovič Koroljov) vesoljski program. Von Braun je celo izjavil, da mu je knjiga služila kot učbenik.

## Vsebina
Potočnik je v knjigi opisal načrt za bivanje človeka v vesolju. Izdelal je načrt vesoljske postaje s posadko in jo postavil v geostacionarno orbito (35.900 km nad ekvatorjem).
Vesoljska postaja bi bila sestavljena iz treh delov. Bivalno kolo bi imelo premer 50 metrov, vrtelo bi se okoli svoje osi, da bi se lahko v bivalnem delu kolesa ustvarila umetna težnost. V njem bi bile zasebne kabine, laboratoriji, delavnice, kuhinja in kopalnice. Predviden je bil tudi jašek za dvigalo in dvoje stopnišč, ki vodijo do zračne zapore. Električni tok bi pridobivali po naslednjem postopku: dve vbočeni ogledali odbijata sončne žarke na grelne cevi, v katerih je tekočina, ki z izparevanjem poganja turbine, te pa generatorje. Tekočina se spet kondenzira na hrbtni strani ogledal.
Knjiga naj bi vplivala že na ruski film Pot k zvezdam režiserja Pavla Klušanceva, posnet leta 1958, pozneje pa še na veliko bolj slavni izdelek režiserja Stanleyja Kubricka, ki je leta 1968 v filmu 2001: Vesoljska odiseja (istoimensko knjižno predlogo je napisal Arthur Charles Clarke) za prikaz vesoljske postaje uporabil (tudi) Potočnikove ideje.